# Louis F. DiMauro

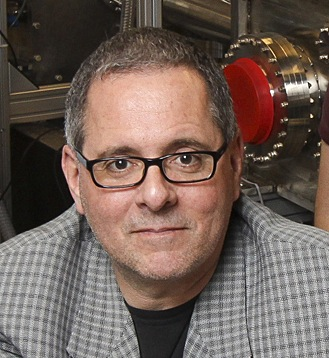
Louis F. DiMauro

Louis Franklin DiMauro (* 9. April 1953 in New York City)  ist ein US-amerikanischer Experimentalphysiker (Laserphysik, Atom- und Molekülphysik).
DiMauro studierte Physik am Hunter College der City University of New York mit dem Bachelor-Abschluss 1975 und wurde 1980 an der University of Connecticut in Storrs promoviert. Als Post-Doktorand war er an der State University of New York at Stony Brook (SUNY) und ab 1981 war er an den Bell Laboratories bei Summit (New Jersey). Ab 1988 war er am Brookhaven National Laboratory, wo er 1998 Senior Scientist (Senior Chemist) wurde. Seit 1989 ist er außerdem Adjunct Professor an der SUNY. Ab 2004 war er Professor an der Ohio State University (OSU), an der er Edward and Sylvia Hagenlocker Professor für Physik ist. 2012 wurde er Distinguished Scholar der OSU.
Er befasst sich als Experimentalphysiker mit Physik mit ultrakurzen Laserpulsen (Attosekunden-Pulse, deren Erzeugung, Messung und Anwendung) und Physik starker elektromagnetischer Felder (von Lasern), wozu er ein semiklassisches Modell entwickelte und darin Skalierung untersucht.
2017 erhielt er den Arthur-L.-Schawlow-Preis für Laserphysik für grundlegende Arbeit auf verschiedenen Gebieten ultraschneller Optik und Optik in starken Feldern, von der Erzeugung hoher Harmonischer und Freie-Elektronenlasern bis zur Attosekunden-Wissenschaft (Laudatio).
2004 erhielt er den Science & Technology Award des Brookhaven National Laboratory und 2013 den Meggers Prize der Optical Society of America. Er ist Fellow der Optical Society of America, der American Physical Society und der American Association for the Advancement of Science. 2010 stand er der Abteilung Atom-, Molekül- und Optische Physik der APS vor.

## Schriften (Auswahl)
- mit K.J. Schafer, L. Baorui Yang, K. Kulander: Above  threshold  ionization beyond the high harmonic cutoff, Phys. Rev. Lett., Band 70, 1993, S. 1599–1602
- mit L.  H.  Yu u. a.: High-gain  harmonic-generation  free-electron  laser, Science, Band 289, 2000, S. 932–934
- mit P. Agostini: The  Physics  of  Attosecond  Pulses, Rep. Progr. Phys., Band 67, 2004, S. 813–855
- mit E.  Cormier, I.A.  Walmsley, E.  M.  Kosik, A.  S.  Wyatt, L.  Corner: Self-referencing,   spectrally,   or   spatially   encoded   spectral   interferometry   for   the   complete characterization of attosecond electromagnetic pulses, Phys. Rev. Lett., Band 94, 2005, S. 033905
- mit J. Tate, T. Auguste, H. G. Muller, P. Salieres, P. Agostini : The Scaling of Wave Packet Dynamics in an Intense Mid-Infrared Field, Phys. Rev. Lett., Band 98, 2007, S. 013901
- mit G. Doumy, J. Wheeler, C. Roedig, R. Chirla, P. Agostini: Attosecond Synchronization of High-Order Harmonics from Midinfrared Drivers, Phys. Rev. Lett., Band 102, 2009, S. 093002
- mit C. I. Blaga, F. Catoire, P. Colosimo, G. G. Paulus, H. G. Muller, P. Agostini: Strong Field Photoionization Revisited, Nature Physics, Band 5, 2009, S. 335–338
- mit L. Young u. a.: Femtosecond electronic response of atoms to ultraintense x-rays, Nature, Band 466, 2010, S. 56–61
- mit A.  D.  DiChiara,  E.  Sistrunk,  C.  I.  Blaga,  U.  B.  Szafruga,  P.  Agostini: Inelastic scattering of broadband electron wave packets driven by an intense midinfrared laser field, Phys. Rev. Lett., Band 108, 2012, S. 033002
- mit C. Blaga  u. a.: Imaging  ultrafast  molecular  dynamics  with  laser-induced  electron  diffraction, Nature, Band 483, 2012, S. 194–197